# Divadlo Stoka

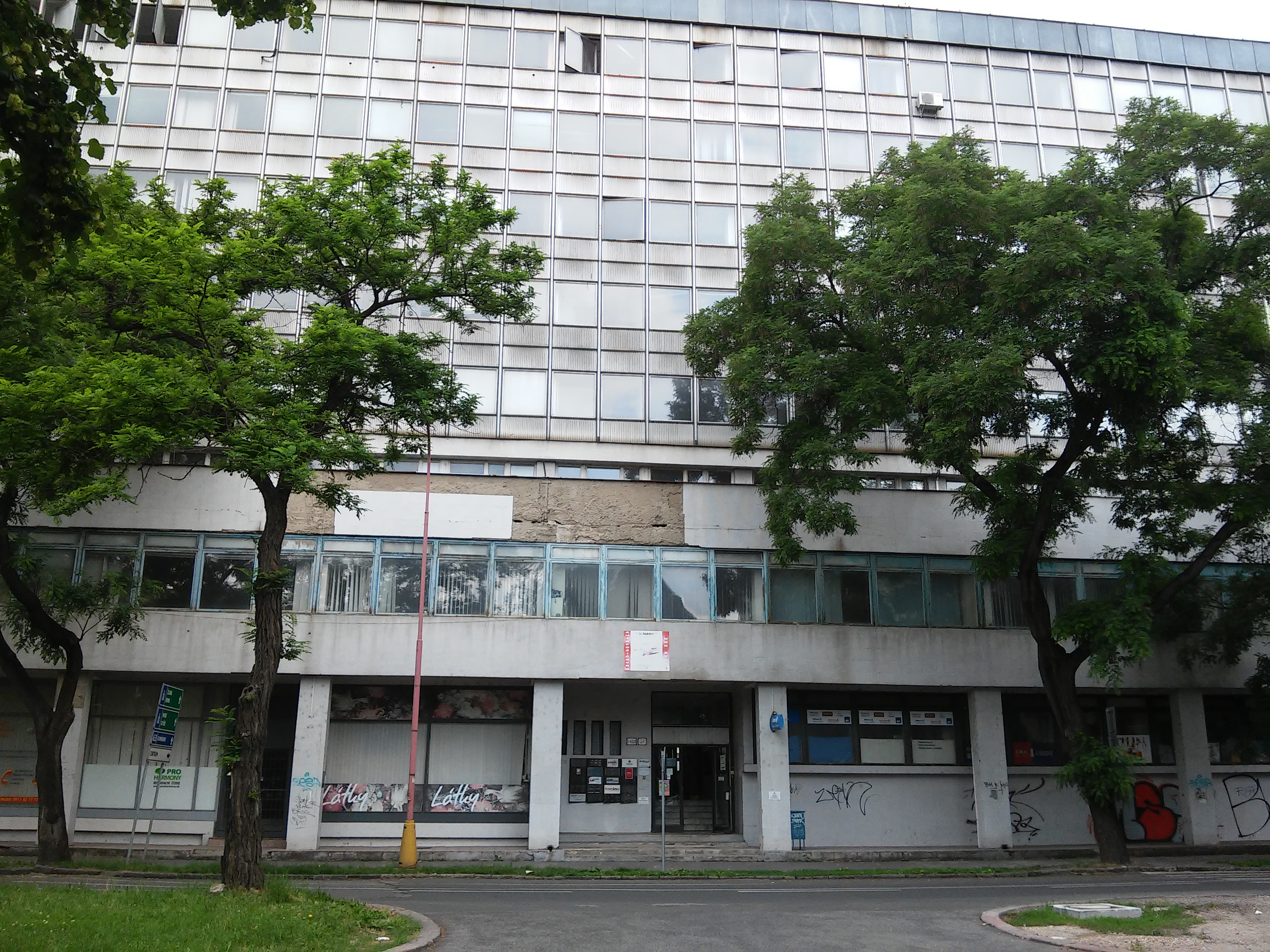
Vstup do bývalého sídla divadla Stoka

Divadlo Stoka je nezávislé slovenské divadlo.

## Historie
V lednu 1991 jej založil režisér Blaho Uhlár a výtvarník Miloš Karásek. Od ledna 1992 Stoka působila v budově na Pribinově ulici v Bratislavě. Od poloviny 90. let divadlo zápasilo s nedostatkem peněz. Z těchto důvodů byla v roce 1997 otevřena hospoda - "krčma", z které se financoval provoz divadla. Divadlo se stalo multižánrovým prostorem, kde hostovala jiná divadla, probíhaly koncerty, autorská čtení, výstavy a další kulturní aktivity.
Prostory na Pribinově ulici muselo divadlo nedobrovolně opustit v roce 2006. Nové se nepodařilo najít. Od té doby je činnost divadla, které působí jako občanské sdružení, sporadická. Situaci kolem divadla reflektovala hudební skupina Živé kvety, jejichž zpěvačka Lucia Piussi byla i herečkou divadla (skladby Sladké večery v Stoke, Čakám kým táto chajda spadne a další).

## Inscenace
- Kolaps (Kto je kto), premiéra 23. 3. 1991
- Impasse (Sentimental journey), premiéra 22. 6. 1991
- Sami mari veri, premiéra 29. 11. 1991
- Dyp inaf (Heavy mental), premiéra 6. 12. 1991
- Slepá baba (inscenácia aj pre deti), premiéra 3. 4. 1992
- Vres (Optimistická), premiéra 10. 10. 1992
- Donárium (Metamorfóza premien), premiéra 19. 12. 1992
- Nikto, len čajka si omočí nohy v mojich slzách, premiéra 29. 5. 1993
- Eo ipso, premiéra 4. 3. 1994
- Lido di Jesolo, premiéra 1. 11. 1994
- Nox (Kto uhádne meno berného úradníka), premiéra 10. 2. 1995
- Monodrámy, premiéra 29. 11. 1997
- Tváre, premiéra 19. 12. 1997
- Dno (Óda na McWorld), premiéra 19. 12. 1998
- Prepad (Estráda), premiéra 31. 12. 1998
- Hetstato (Hystericko-zúfalý výkrik šialenstva), premiéra 17. 9. 1999
- Z diaľky, premiéra 17. 12. 1999
- Komisia, premiéra 12. 4. 2002
- Bol-a som nevinn -ý -á, I Was Innocent, premiéra 1. 9. 2002
- Gala (Kto rozjebal Betlehem), premiéra 9. 6. 2003
- Strata (Multimediálna grcanica), premiéra 21. 12. 2004
- Redukcia, společně s Divadlem Fórum, premiéra 15. 12. 2007
- Dialógy (Autentický minimal), premiéra 20. 12. 2008
- Pokus (V hľadaní spirituality), premiéra 30. 11. 2011
- Neistý grunt (Vnútrodruhová agresia), premiéra 31. 10. 2012
- Pevný podnos, premiéra 16. 12. 2013
- Víťazstvo, premiéra 9. 12. 2014
- Bordeline, premiéra 17. 10. 2015
- Kritérium, premiéra 7. 11. 2015
- Intim, premiéra 21. 12. 2015
- Projektil, premiéra 28. 10. 2016
- Wellness, premiéra 19. 12. 2016

## Lidé
- Blaho Uhlár - režisér
- Miloš Karásek - výtvarník
- Erika Lásková - herečka
- Lucia Piussi - herečka
- Zuzana Piussi - herečka, scénografka a kostymérka (do roku 2001)
- Peter Batthyányi - herec (do roku 1997)
- Ľubomír Burgr - herec, hudebník (do roku 2001)
- Ingrid Hrubaničová - herečka (do roku 2001)
- Jozef Chmel - herec (do roku 2001)
- Laco Kerata - herec (do roku 2004)
- Veronika Turanová - herečka (do roku 1996)
- Vlado Zboroň - herec (do roku 1997)